# Басс, Джордж (археолог)
Джордж Флетчер Басс (англ. George Fletcher Bass; 9 декабря 1932 — 2 марта 2021) — американский археолог. Доктор, заслуженный эмерит-профессор Техасского университета A&M, член Американского философского общества (1989). Удостоен Национальной научной медали США (2001). Один из пионеров подводной археологии — наряду с Питером Трокмортоном, Хонор Фрост и другими

## Биография
Окончил магистратуру по ближневосточной археологии в Университете Джонса Хопкинса; получил степень доктора философии по античной археологии в Пенсильванском университете. В 1957-59 гг. служил лейтенантом в армии США. В 1960 году организовал подводные раскопки древнего кораблекрушения вблизи мыса Хелидония (Турция). В 1961 году обнаружил ещё два затонувших античных корабля в порту города Бодрум. В 1980-х занимался раскопками Улу-Бурунского корабля.
В 1973 году основал Институт морской археологии (INA) — с 1976 г. аффилированный с Техасским университетом A&M. В последнем до своей отставки в 2000 году Басс состоял именным заслуженным профессором (George T. and Gladys H. Abell Distinguished Professor). Также занимал George O. Yamini Family Chair.
Член Американской академии искусств и наук.
Награды и отличия
- Gold Medal Award for Distinguished Archaeological Achievement[англ.] (1986)
- J. C. Harrington Award[англ.], Society for Historical Archaeology (1999)
- Национальная научная медаль США (2001)
- Bandelier Award, Institute of Nautical Archaeology
- Lowell Thomas Award, Explorers Club
- La Gorce Medal, Национальное географическое общество
- Centennial Award, Национальное географическое общество

Почётный доктор Босфорского университета и Ливерпульского университета. Почетный гражданин Бодрума (Турция).

## Книги
- Beneath the Seven Seas : Adventures with the Institute of Nautical Archaeology by George Fletcher Bass (London : Thames & Hudson, 2005) ISBN 0-500-05136-4 OCLC: 60667939
- Archaeology Under Water by George Fletcher Bass (New York, Praeger, 1966) OCLC: 387479
- Archaeology Beneath the Sea by George Fletcher Bass (New York : Walker, 1975) ISBN 0-8027-0477-8 OCLC: 1414901
- A History of Seafaring Based on Underwater Archaeology by George Fletcher Bass (New York, Walker, 1972)ISBN 0802703909 OCLC: 508334
- Ships and Shipwrecks of the Americas: a history based on underwater archaeology by George Fletcher Bass (New York, N.Y. : Thames and Hudson, 1988) ISBN 0-500-05049-X OCLC: 18759167
- Cape Gelidonya: a Bronze Age Shipwreck by George Fletcher Bass (Philadelphia, American Philosophical Society, 1967) OCLC: 953382
- Navi e Civiltà : Archeologia Marina by George Fletcher Bass (Milano : Fratelli Fabri, 1974) OCLC: 8201972
- Yassi Ada by George Fletcher Bass and Frederick H Van Doorninck (College Station : Published with the cooperation of the Institute of Nautical Archaeology by Texas A&M University Press, ©1982) ISBN 0-89096-063-1 OCLC: 7925092
- Geschiedenis van de scheepvaart weerspiegeld in de scheepsarcheologie by George Fletcher Bass (Bussum : Unieboek, 1973) ISBN 90-228-1908-6 OCLC: 64115385
- Serce Limani, vol. 1: the ship and its anchorage, crew, and passengers by George Fletcher Bass and others (College Station: Published with the cooperation of the Institute of Nautical Archaeology by Texas A&M University Press, 2004) ISBN 0-89096-947-7 OCLC: 56457232
- Beneath the wine dark sea : nautical archaeology and the Phoenicains of the Odyssey by George F Bass OCLC: 41174856
- A diversified program for the study of shallow water searching and mapping techniques by George F Bass; Donald M Rosencrantz; United States Dept. of Navy, Office of Naval Research; University of Pennsylvania, University Museum (Philadelphia, Pa.: The University Museum, University of Pennsylvania, 1968) OCLC: 61423407
- Glass treasure from the Aegean by George Fletcher Bass (Washington: National Geographic Society, 1978) OCLC: 13594255
- Shipwrecks in the Bodrum Museum of Underwater Archaeology by George Fletcher Bass and Bodrum Sualtı Arkeoloji Müzesi (Bodrum : Museum of Underwater Archaeology, 1996) ISBN 975-17-1605-5 OCLC: 35759537
- New tools for undersea archeology by George Fletcher Bass (v. 134, no. 3 (Sept. 1968) (Washington, D.C. : National Geographic Society, ©1968 OCLC: 57758351
- Archäologie unter Wasser by George Fletcher Bass (Bergisch Gladbach: Lübbe, 1966) OCLC: 73584270
- Marine archaeology: a misunderstood science by George Fletcher Bass (Chicago and London: The University of Chicago Press, ©1980) OCLC: 13598481
- Tesori in fondo al mare by George Fletcher Bass (Milano: Sonzogno, 1981) OCLC: 46996362